# Liste der Baudenkmäler in Lautertal (Oberfranken)
Auf dieser Seite sind die Baudenkmäler in der oberfränkischen Gemeinde Lautertal zusammengestellt. Diese Tabelle ist eine Teilliste der Liste der Baudenkmäler in Bayern. Grundlage ist die Bayerische Denkmalliste, die auf Basis des Bayerischen Denkmalschutzgesetzes vom 1. Oktober 1973 erstmals erstellt wurde und seither durch das Bayerische Landesamt für Denkmalpflege geführt wird. Die folgenden Angaben ersetzen nicht die rechtsverbindliche Auskunft der Denkmalschutzbehörde.
 Die Liste gibt den Fortschreibungsstand vom 3. Juli 2018 wieder und umfasst 34 Baudenkmäler.

## Baudenkmäler nach Gemeindeteilen

### Neukirchen
| Lage                          | Objekt                                                                   | Beschreibung | Akten-Nr.     | Bild                                         |
| ----------------------------- | ------------------------------------------------------------------------ | --- | ------------- | -------------------------------------------- |
| Eisfelder Straße 4 (Standort) | Bauernhaus                                                               | Zweigeschossiger Satteldachbau, Fachwerk verputzt, bezeichnet mit „1870“.                                            | D-4-73-141-13 | Bauernhaus                                   |
| Eisfelder Straße 9 (Standort) | Zweigeschossiges verschiefertes Walmdachhaus                             | Fachwerk, erste Hälfte 19. Jahrhundert.                                                                              | D-4-73-141-14 | Zweigeschossiges verschiefertes Walmdachhaus |
| Kirchweg 1 (Standort)         | Evangelisch-lutherische Filialkirche St. Johannis, ehemalige Burgkapelle | Saalkirche mit eingezogenem Chor, Schieferdachreiter als Glockenturm, im Kern wohl 13. Jahrhundert; mit Ausstattung. | D-4-73-141-15 | weitere Bilder                               |

### Oberlauter
| Lage                              | Objekt                                  | Beschreibung | Akten-Nr.     | Bild                              |
| --------------------------------- | --------------------------------------- | --- | ------------- | --------------------------------- |
| Beuerfelder Straße 1 (Standort)   | Ehemaliges Backhaus oder Bräuhaus       | Eingeschossiges Kleinhaus aus Sandstein mit Satteldach und Fachwerkgiebel, Türsturz bezeichnet mit „1848“.                                        | D-4-73-141-16 | Ehemaliges Backhaus oder Bräuhaus |
| Burgstraße 6 (Standort)           | Katholische Filialkirche St. Bonifatius | Von Parabelformen bestimmter Dorfkirchenbau, 1957 von Joseph Rauschen, mit Glasmalereien der Coburger Kunstglasmalerei Bringmann und Schmidt.     | D-4-73-141-37 | weitere Bilder                    |
| Frankenstraße 24 (Standort)       | Gasthof zur grünen Linde                | Eingeschossiger verputzter Fachwerkbau mit Satteldach und Zwerchgiebel, Giebel verschiefert in deutscher Schablone, erste Hälfte 19. Jahrhundert. | D-4-73-141-17 | Gasthof zur grünen Linde          |
| Frankenstraße 29 (Standort)       | Bauernhaus                              | Eingeschossiges verputztes Fachwerkhaus mit Satteldach, Verschieferung in deutscher Schablone mit Bemalung, Laube, erste Hälfte 19. Jahrhundert.  | D-4-73-141-18 | Bauernhaus                        |
| Frankenstraße 36 (Standort)       | Ehemalige Schule, jetzt Rathaus         | Zweigeschossiger Fachwerkbau mit Schopfwalmdach und Dachreiter, Schieferdekor, Freitreppe, um 1890.                                               | D-4-73-141-19 | weitere Bilder                    |
| Frankenstraße 47 (Standort)       | Ehemaliges Gasthaus Sensenhammer        | Stattlicher zweigeschossiger Bau mit Mansarddach, im Kern 17. Jahrhundert, Erdgeschoss verändert.                                                 | D-4-73-141-20 | Ehemaliges Gasthaus Sensenhammer  |
| Frankenstraße 54 (Standort)       | Ehemalige Sensenmühle                   | Zweigeschossiges Walmdachhaus, wohl Anfang 19. Jahrhundert (Kern älter ?), Dekor bezeichnet mit „1917“.                                           | D-4-73-141-21 | Ehemalige Sensenmühle             |
| Nähe Frankenstraße (Standort)     | Kellerhaus mit Satteldach               | Bezeichnet mit „1809“. | D-4-73-141-22 | Kellerhaus mit Satteldach         |
| Moggenbrunner Straße 1 (Standort) | Kellerhaus                              | Bezeichnet mit „1811“, mit Kleinhausüberbau mit Walm- und Satteldach, Fachwerk.                                                                   | D-4-73-141-23 | Kellerhaus                        |

### Rottenbach
| Lage | Objekt                              | Beschreibung | Akten-Nr.     | Bild                                |
| --- | ----------------------------------- | --- | ------------- | ----------------------------------- |
| Kreisstraße 27, an der Grenze nach Thüringen (Standort)                                                                                          | Hoheitssäule                        | Gemauerte rechteckige Säule mit Satteldach, bezeichnet mit „1914/16“.                                                 | D-4-73-141-28 | Hoheitssäule                        |
| Pfarrgarten 4 (Standort) | Evangelisch-lutherische Pfarrkirche | Chorturm im Kern spätmittelalterlich, Umbau 1785–87; mit Ausstattung; kreisrunde Kirchhofummauerung, 16. Jahrhundert. | D-4-73-141-24 | Evangelisch-lutherische Pfarrkirche |
| Pfarrgarten 12 (Standort) | Evangelisch-lutherisches Pfarramt   | Verschieferter Satteldachbau, zweite Hälfte 19. Jahrhundert.                                                          | D-4-73-141-25 | Evangelisch-lutherisches Pfarramt   |
| Rottenbacher Straße 8 (Standort) | Gaststätte „Zum Auerhahn“           | Zweigeschossiges Fachwerkhaus mit Satteldach, Giebel verschiefert, 1884.                                              | D-4-73-141-27 | Gaststätte „Zum Auerhahn“           |
| Rottenbacher Straße 10 (Standort) | Bauernhaus                          | Zweigeschossiges Fachwerkhaus mit Halbwalmdach, Fachwerk verkleidet, Verschieferung, erste Hälfte 19. Jahrhundert.    | D-4-73-141-26 | Bauernhaus                          |
| Schleussenseelein, an der ehemaligen B 4 am Rande des Rottenbacher Gemeindeforstes etwa 1100 Meter nordwestlich Ortsmitte Tremersdorf (Standort) | Kreuzstein                          | Sandstein, bezeichnet mit „1620“.                                                                                     | D-4-73-141-29 | Kreuzstein                          |
| Schleussenseelein, an der ehemaligen B 4 am Rande des Rottenbacher Gemeindeforstes etwa 1200 Meter nordwestlich Ortsmitte Tremersdorf (Standort) | Kreuzstein                          | Sandstein, bezeichnet mit „1622“.                                                                                     | D-4-73-141-30 | Kreuzstein                          |

### Tiefenlauter
| Lage                          | Objekt                                                 | Beschreibung     | Akten-Nr.     | Bild                                                   |
| ----------------------------- | ------------------------------------------------------ | ---------------- | ------------- | ------------------------------------------------------ |
| Thüringer Straße 6 (Standort) | Verschiefertes Bauernhaus mit Schopfwalmdach und Laube | 19. Jahrhundert. | D-4-73-141-31 | Verschiefertes Bauernhaus mit Schopfwalmdach und Laube |

### Tremersdorf
| Lage                              | Objekt                         | Beschreibung | Akten-Nr.     | Bild                           |
| --------------------------------- | ------------------------------ | --- | ------------- | ------------------------------ |
| Lindenweg 1 (Standort)            | Bauernhaus                     | Eingeschossiges Satteldachhaus, verschiefert, bezeichnet mit „1809“. | D-4-73-141-34 | Bauernhaus                     |
| Tremersdorfer Straße 2 (Standort) | Bauernhaus                     | Eingeschossiges Satteldachhaus, Fachwerk und Laube, bezeichnet mit „1806“. | D-4-73-141-35 | Bauernhaus                     |
| Tremersdorfer Straße 7 (Standort) | Gastwirtschaft zum Eisenhammer | Stattliches zweigeschossiges Schopfwalmdachhaus, massives Erdgeschoss mit Eckpilastern, Fachwerkobergeschoss, Windfang, Heimatstil, bezeichnet mit „1914“; zweigeschossiger Stall mit Schopfwalmdach; zweigeschossige Fachwerkscheune mit Satteldach, bezeichnet mit „1914“. | D-4-73-141-36 | Gastwirtschaft zum Eisenhammer |

### Unterlauter
| Lage                                                     | Objekt                                                    | Beschreibung | Akten-Nr.              | Bild                                                      |
| -------------------------------------------------------- | --------------------------------------------------------- | --- | ---------------------- | --------------------------------------------------------- |
| Am Herrenhof 5 (Standort)                                | Ehemaliger Edelsitz                                       | Zweigeschossiges Satteldachhaus, gehohrte Fensterrahmungen, Ecklisenen, im Kern Bau des 16. und 18. Jahrhunderts, Wappenstein bezeichnet mit „1570“. | D-4-73-141-1           | weitere Bilder                                            |
| Coburger Straße 42 (Standort)                            | Stattliche zweigeschossige Fachwerkscheune mit Satteldach | 18./19. Jahrhundert. | D-4-73-141-2           | Stattliche zweigeschossige Fachwerkscheune mit Satteldach |
| Coburger Straße 72 (Standort)                            | Neues Schloss                                             | Villenartiger zweigeschossiger Bau in schlichter Neurenaissance, um 1880.                                                                            | D-4-73-141-3           | Neues Schloss                                             |
| Am Gerichtsplatz (Standort)                              | Kreuzstein                                                | Sandstein, Kreuz über Halbkreis, von zwei Kreuzen flankiert, wohl hochmittelalterlich.                                                               | D-4-73-141-11 Wikidata | Kreuzstein                                                |
| Kirchgasse 7 (Standort)                                  | Evangelisch-lutherisches Pfarrhaus                        | Zweigeschossiger Walmdachbau von 1775. | D-4-73-141-4 Wikidata  | Evangelisch-lutherisches Pfarrhaus                        |
| Kirchgasse 8 (Standort)                                  | Alte Schule                                               | zweigeschossiger Satteldachbau, 19. Jahrhundert | D-4-73-141-5 Wikidata  | Alte Schule                                               |
| Kirchgasse 9; 8 (Standort)                               | Evangelisch-lutherische Pfarrkirche St. Trinitatis        | Saalbau mit Ostturm, 1740–44 von Hofmaurermeister Johann Georg Brückner; mit Ausstattung; Kirchhofmauer mit zwei Toren des 18. Jahrhunderts.         | D-4-73-141-6           | weitere Bilder                                            |
| Meederer Straße 4 (Standort)                             | Vogelsmühle                                               | Zweigeschossiges Walmdachhaus, verschiefertes Fachwerkobergeschoss, Kern 17./18. Jahrhundert, An- und Umbauten 19.–20. Jahrhundert.                  | D-4-73-141-7           | Vogelsmühle                                               |
| Meederer Straße 14 (Standort)                            | Bauernhaus                                                | Schopfwalm, massives Erdgeschoss, verschiefertes Obergeschoss, wohl erste Hälfte 19. Jahrhundert.                                                    | D-4-73-141-8           | Bauernhaus                                                |
| Nähe Rödentaler Straße, nördlich Kirchgasse 1 (Standort) | Feuerwehrgerätehaus                                       | Kleiner Fachwerkbau mit Walmdach von 1772. | D-4-73-141-9 Wikidata  | Feuerwehrgerätehaus                                       |
| Stetsambach (Standort)                                   | Löffelbrunnen                                             | Versenkte Brunnenstube, überdacht, 18. Jahrhundert.                                                                                                  | D-4-73-141-10          | Löffelbrunnen                                             |